# Blepharita remota
Blepharita remota är en fjärilsart som beskrevs av Rudolf Püngeler 1899. Blepharita remota ingår i släktet Blepharita och familjen nattflyn. Inga underarter finns listade i Catalogue of Life.